# Sevel
Sevel (от фр. Société Européenne de Véhicules Légers SpA) — общее название двух заводов, созданных совместно компаниями PSA Peugeot Citroën (PSA) и FIAT, а также автомобилей, выпускаемых этими заводами.
Завод Sevel Sud основан в соответствии с соглашением, подписанным PSA и FIAT в 1978 году. Завод расположен в долине реки Сангро, возле города Атесса в Италии и управляется компанией FIAT. Первым автомобилем завода был Fiat Ducato выпущенный в 1981 году.
Завод Sevel Nord начал свою работу в 1994 году. Завод располагается близ города Валансьен во Франции и находится под управлением PSA.

## Автомобили, выпускаемые заводами Sevel
- Minivan/MPV на заводе Sevel Nord
  - Citroën Evasion/Synergie/C8
  - Peugeot 806/807
  - Fiat Ulysse
  - Lancia Zeta/Phedra
- Light commercial на заводе Sevel Nord
  - Citroën Jumpy/Dispatch
  - Peugeot Expert
  - Fiat Scudo
- Mid-weight commercial на заводе Sevel Sud
  - Citroën C25/Jumper/Relay
  - Peugeot J5/Boxer
  - Talbot Express
  - Fiat Ducato